# Reserva nacional Matsés
La reserva nacional Matsés es una zona protegida del Perú ubicada en el departamento de Loreto, en la Amazonía peruana. Cuenta con una superficie de 420,635.34 has. (4,206.35 km²).
La propuesta de establecimiento de la reserva es una iniciativa de la comunidad de los Matsés, que se ubica en el área colindante con la zona protegida, lo cual constituye una de sus mayores fortalezas, dado el compromiso de los indígenas con su creación.
La reserva también apoya la conservación regional al formar parte de un corredor biológico binacional con el parque nacional Sierra del Divisor en el Perú y las reservas Alto Juruá y Alto Tarauacá en Brasil.

## Historia
En la década de 1960, durante los primeros contactos entre los Matsés y occidentales, los indígenas atacaban con arcos y flechas a las poblaciones aledañas y secuestraban a sus mujeres. La respuesta del gobierno fue el bombardeo de sus aldeas y el desplazamiento forzoso de los indígenas hacia la frontera con Brasil, donde posteriormente se les entregó la primera reserva territorial del Perú.
En 1994, los Matsés, con el apoyo de la organización no gubernamental Cedia, solicitaron ante el Ministerio de Agricultura la formación de una reserva comunal que les garantizara acceso a los alimentos que el monte y los ríos proveían. El Gobierno peruano no estableció la reserva ni explicó los motivos del rechazo de la propuesta.
La primera semana de octubre de 2007, tres cartas de PerúPetro dirigidas a la comunidad Matsé, informaban sobre la próxima suscripción de contratos de concesión para la explotación de hidrocarburos en terrenos de propiedad de los nativos y en otras áreas que desde hace 14 años ellos venían proponiendo como reserva comunal por su gran biodiversidad.
En diciembre del mismo año, la comunidad informó a las entidades involucradas su decisión de «no permitir el ingreso de las empresas si antes el Estado no atendera su pedido».
Es así que luego de trámites burocráticos, el 27 de agosto de 2009 se oficializa el establecimiento de la reserva nacional Matsés.

## Objetivos
Según el Decreto Supremo número 014-2009-MINAM, los objetivos de la Reserva nacional Matsés son los siguientes:

### General
- Contribuir a la conservación de los recursos naturales existentes en el interfluvio entre los ríos Gálvez, Tapiche y Blanco en Loreto, permitiendo a la población matsés continuar con el aprovechamiento tradicional, permanente y sostenible de los mismos.

### Específicos
- Garantizar la reproducción constante de los recursos ictiológicos y la conservación de flora y fauna silvestres, protegiendo las cabeceras de los ríos Gálvez y Yaquerana para asegurar el aprovisionamiento permanente de alimentos para la población matsés.
- Asegurar la participación de la Comunidad Nativa Matsés en la conservación de su medio ambiente,

propiciando la mejora de sus condiciones de vida y respetando sus derechos legítimos al aprovechamiento sostenible.
- valorar y proteger la herencia cultural matsés así como los sistemas productivos adaptados a las características ecológicas del área y su entorno.
- Apoyar la conservación regional al formar parte de un corredor biológico binacional con el parque nacional Sierra del Divisor en el Perú y el parque nacional Serra do Divisor y las Reservas Extractívístas Alto Juruá y Alto Tarauacá en el Brasil.

## Ubicación
La Reserva nacional Matsés se ubica en los distritos de Yaquerana, Requena y Soplin, provincia de Requena, en el departamento de Loreto.

## Clima
Caluroso y húmedo, con temperaturas que suelen superar los 34 °C. Como toda la Amazonía, cuenta con dos estaciones bien definidas: la vaciante, la temporada seca o de estío (de mayo a octubre) es conocida como el verano amazónico por la formación de playas fluviales de arena blanca y la otra es la creciente o temporada de lluvias (de noviembre a abril), conocida como el invierno amazónico.

## Hidrografía
Los principales ríos en la reserva son el Gálvez y Yaquerana (cuenca del río Yavarí) y el Tapiche y el Blanco (cuenca del río Ucayali).

## Bioma
La región de los Matsés es reconocida como un área rica en biodiversidad, por su gran variedad de peces y animales. Además, es una zona boscosa, debido a su ubicación y las características de humedad en la zona.

### Fauna
Durante las dos semanas que duró el muestreo para el inventario biológico rápido realizado en la zona en noviembre de 2004, por un equipo conformado por The Field Museum de Estados Unidos en conjunto con organizaciones peruanas como la Universidad Nacional de la Amazonía Peruana, la ONG CIMA, la ONG CEDIA, entre otros, se registraron 177 especies de peces, 10 nuevas para el Perú y ocho podrían ser nuevas para la ciencia, aunque se estima que puedan existir más de 300.
El equipo registró 43 especies de mamíferos grandes, estimándose 65 para la región, destacando las de grandes primates con altas densidades, así como la de diversas especies amenazadas que no presentan indicaciones de cacería. Se estima entre 100 y 120 especies de anfibios de las cuales se registró 74 incluyendo un sapo (Dendrobates sp.) posiblemente nuevo para la ciencia y un nuevo género de sapo para el Perú (Synapturanus). Asimismo, se estimó entre 80 y 100 especies, con un total de 35 especies registradas.
En cuanto a aves, se registraron un total de 416 especies, incluyendo a dos especies especialistas de bosques de arena blanca, de las cuales una podría ser nueva para la ciencia. Se estima que existan alrededor de 550 especies de aves.

### Flora
Según el inventario biológico rápido, los bosques están notablemente intactos y parecen albergar una diversidad de plantas más altas que en cualquier otra reserva peruana en selva baja. En estos bosques se registraron 1500 especies de plantas, muchas nuevas para el Perú y la ciencia, aunque se estima que las especies de flora asciendan hasta 4000. Asimismo, se hallaron grandes extensiones de varillales o bosques de arenas blanca, muy raros en toda la Amazonía continental y especialmente raros en el Perú. Los bosques de arenas blancos se caracterizan por la pobreza de sus suelos y baja diversidad, pero sobre todo, por sus altísimos índices de endemismo.